# Lublin Główny
Lublin Główny je hlavní nádraží v Lublinu, hlavním městě Lublinského vojvodství.

## Historie

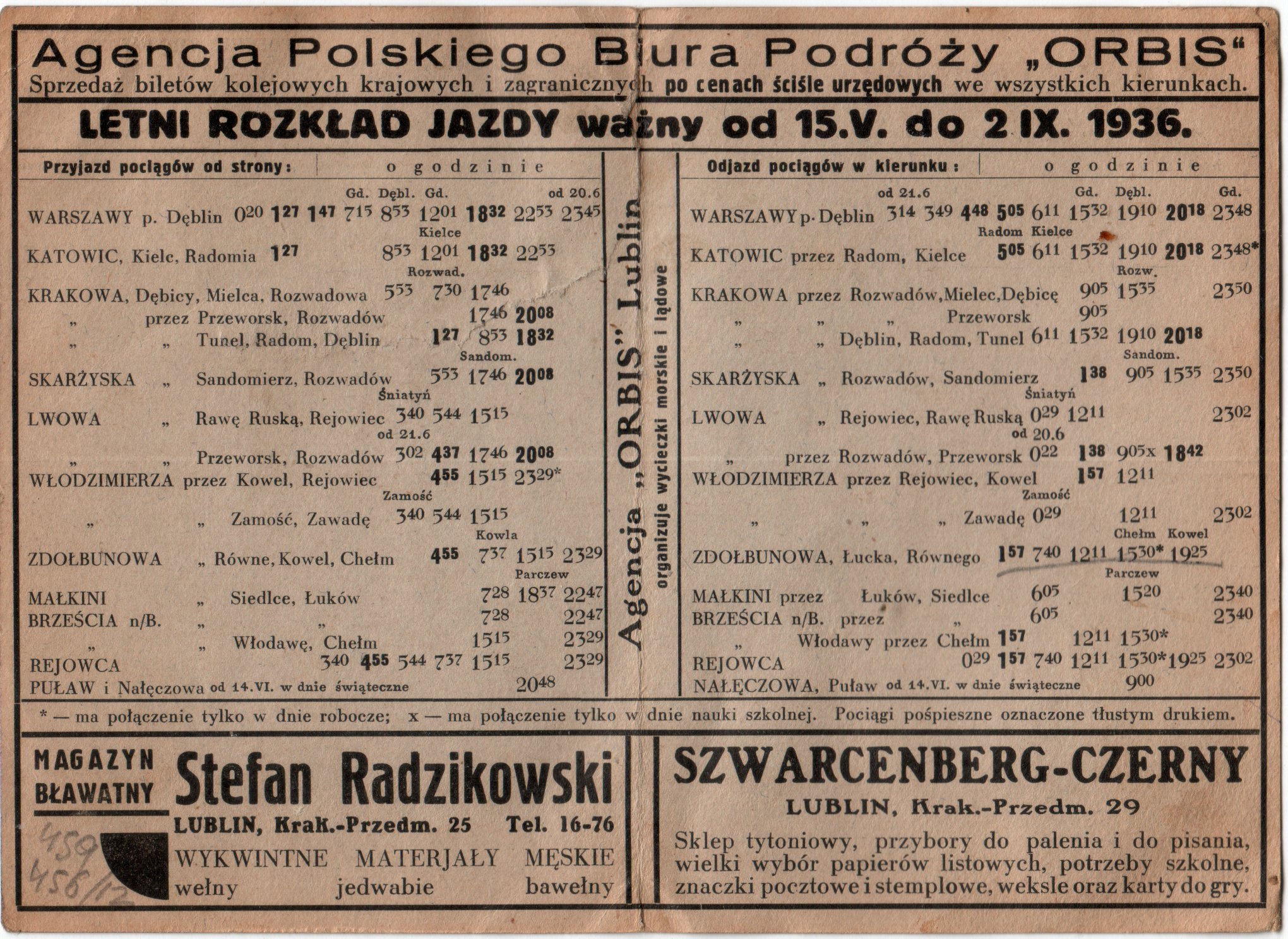
Jízdní řád z roku 1936

Lublinské hlavní nádraží se nachází v historické budově pocházející z roku 1877, která připomíná styl nádražních budov ruského impéria. Nádraží bylo oficiálně otevřeno 30. srpna roku 1877 v souvislosti s otevřením železniční trati Kolej Nadwiślańska, která spojovala Varšavu a Kovel. Tehdy cestu z Lublinu do Varšavy urazil osobní vlak za 7 hodin, kdy průměrná rychlost dosahovala 37,3 km/h. Vlaky byly vypravovány ve třech cestovních třídách. Třetí, nejlevnější třídou přišla cesta do Varšavy na 2 ruble a 4 kopějky, první třídou pak na 4 ruble a 89 kopějek. Odjezd vlaku byl ohlášen třemi zvonky.
Nádražní budova prošla rekonstrukcí na počátku 20. let 20. století. V těsné blízkosti třetího nástupiště je umístěna pamětní parní lokomotiva Pt47-157, která ukončila svůj provoz v roce 1983.

## Obecný přehled
Železniční stanice má tři nástupiště. První nástupiště se nachází přímo u nádražní budovy, další dvě nástupiště jsou ostrovní.
- První nástupiště obsluhuje spoje přijíždějící z východu, směřující do Varšavy. Západní část nástupiště obsluhuje také regionální spoje směřující do Varšavy, Dęblinu, Rzeszówa, Stalowe Woli, Szastarki, Kraśnika.
- Druhé nástupiště obsluhuje především dálkové spoje z východu, na odjezdu z Lublinu.
- Třetí nástupiště obsluhuje regionální spoje jedoucí např. do Dęblinu, Stalowe Woli, Rzeszówa, Chełmu.

## Železniční doprava
Lublinské hlavní nádraží obsluhují regionální spoje, ale také dálkové vnitrostátní, mezinárodní spoje jedoucí například do:
- Chełmu
- Dęblinu
- Łukówa
- Rzeszówa
- Poznaně – (Poznań Główny)
- Varšavy – (Warszawa Zachodnia, Warszawa Centralna, Warszawa Wschodnia)
- Vratislavi – (Wrocław Główny)
- Krakova – (Kraków Główny)
- Katovic
- Štětína – (Szczecin Główny)
- Lodže
- Berlína – (Berlin Hauptbahnhof)
- Terespolu
- Oděsy

## Galerie

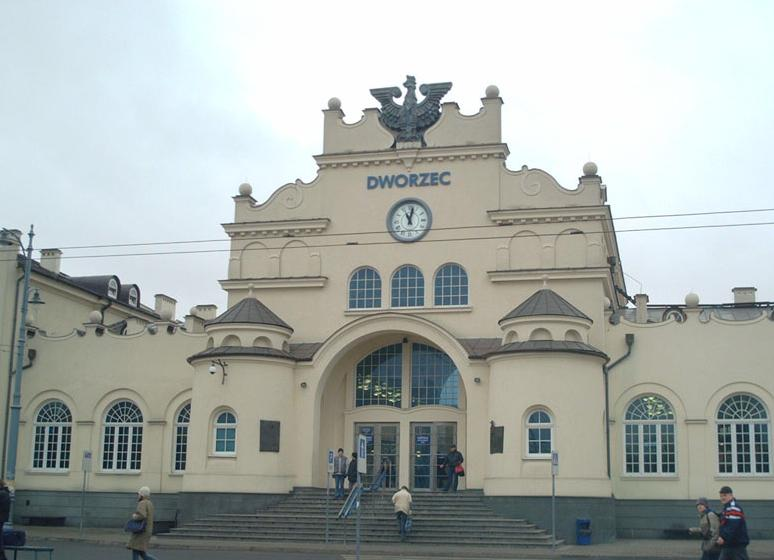
Nádražní budova
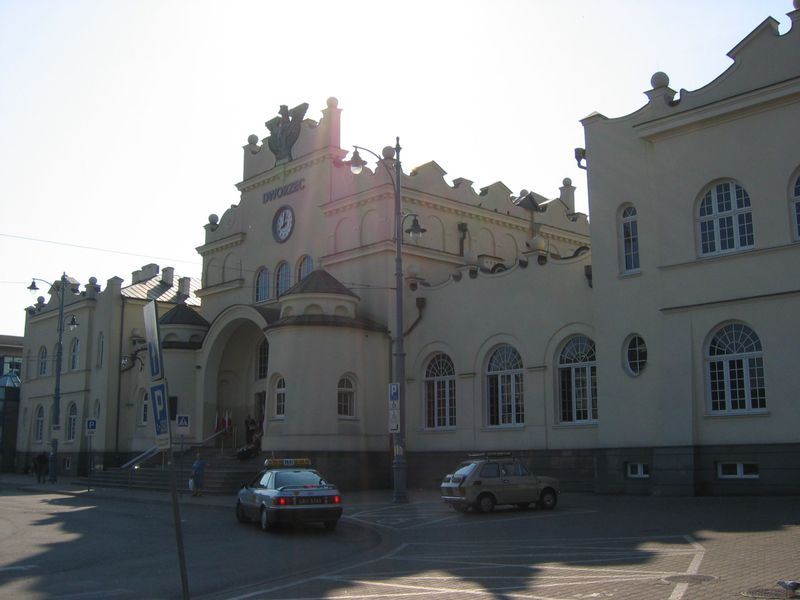
Nádražní budova
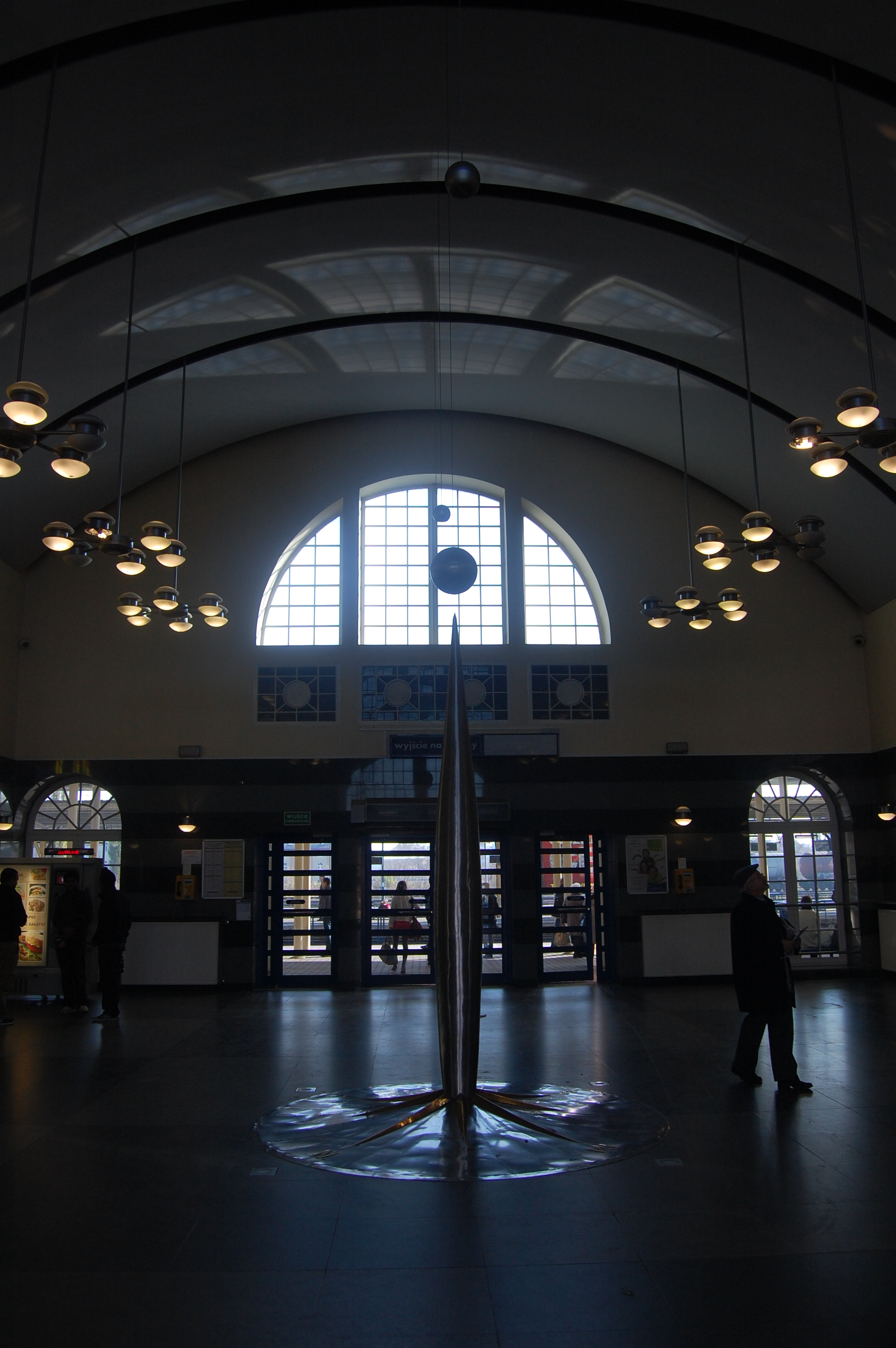
Nádražní hala
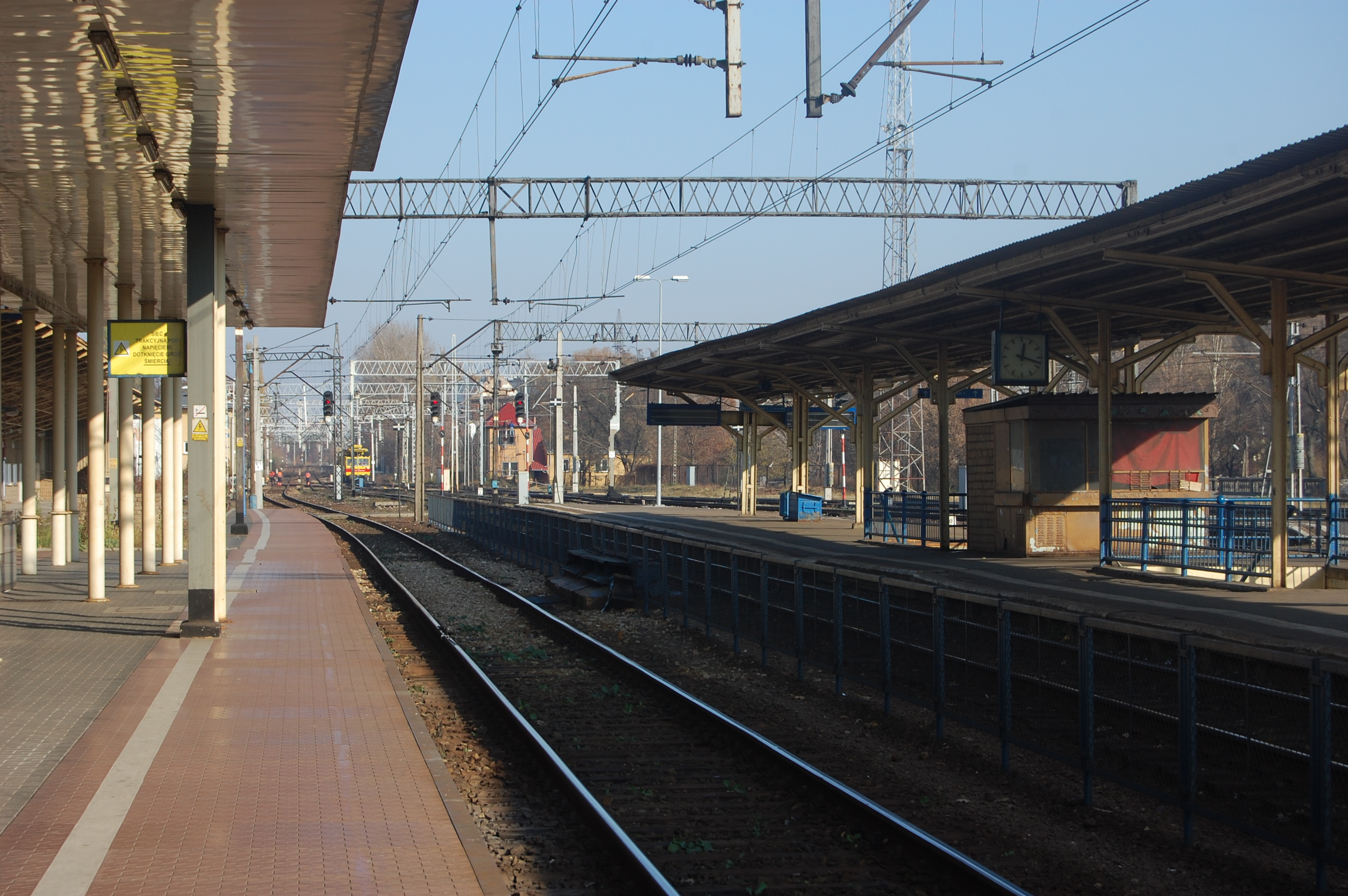
Nástupiště
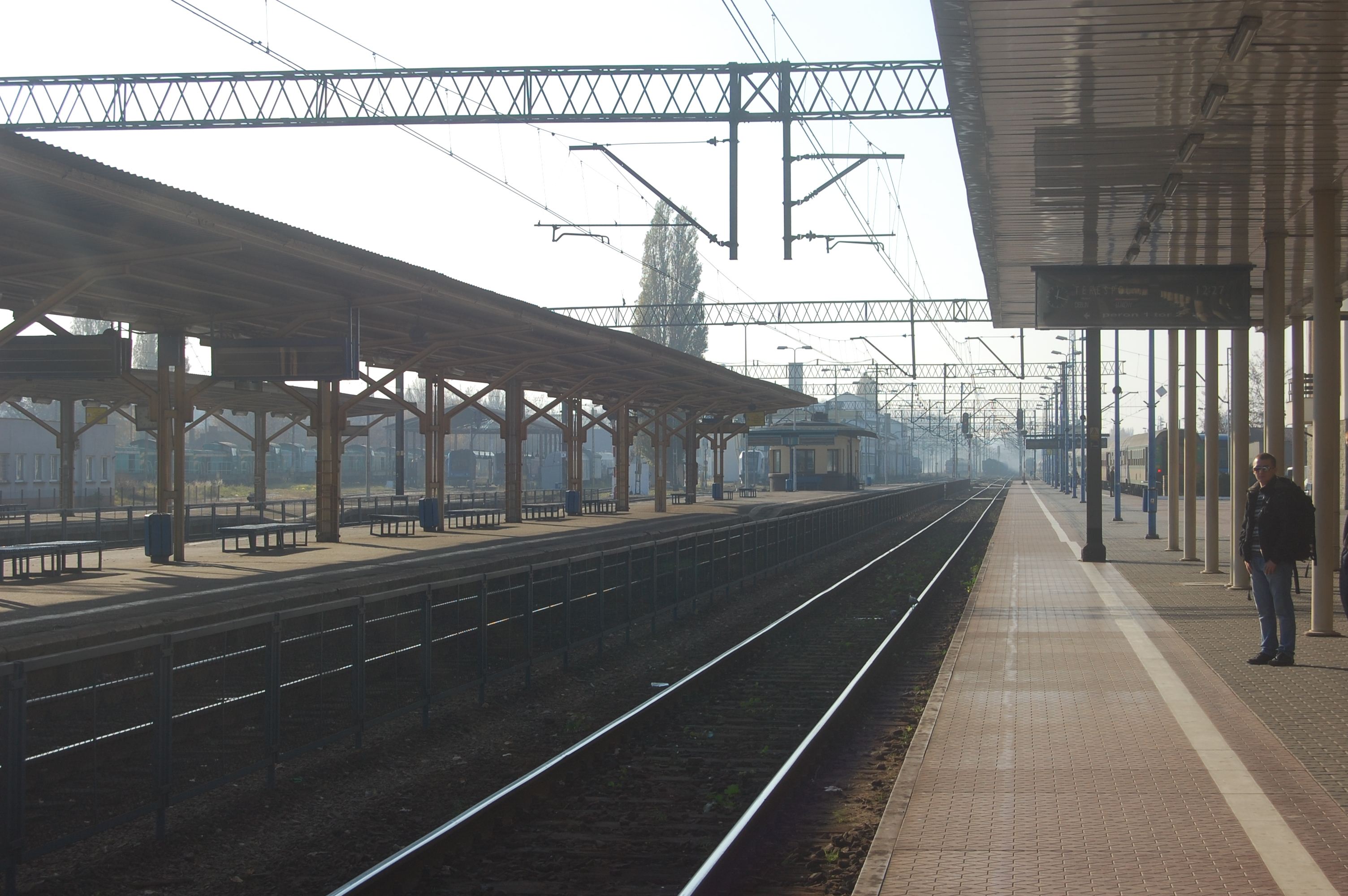
Nástupiště